# Acutandra
Acutandra is een kevergeslacht uit de familie van de boktorren (Cerambycidae). De wetenschappelijke naam van het geslacht werd voor het eerst geldig gepubliceerd in 2002 door Santos-Silva.

## Soorten
Acutandra omvat de volgende soorten:
- Acutandra amieti Bouyer, Drumont & Santos-Silva, 2012
- Acutandra araucana (Bosq, 1951)
- Acutandra barclayi Bouyer, Drumont & Santos-Silva, 2012
- Acutandra beninensis (Murray, 1862)
- Acutandra camiadei Bouyer, Drumont & Santos-Silva, 2012
- Acutandra comoriana (Fairmaire, 1895)
- Acutandra conradti (Kolbe, 1893)
- Acutandra dasilvai Bouyer, Drumont & Santos-Silva, 2012
- Acutandra degeerii (Thomson, 1867)
- Acutandra delahayei Bouyer, Drumont & Santos-Silva, 2012
- Acutandra gabonica (Thomson, 1858)
- Acutandra gaetani Bouyer, Drumont & Santos-Silva, 2012
- Acutandra garnieri Bouyer, Drumont & Santos-Silva, 2012
- Acutandra grobbelaarae Bouyer, Drumont & Santos-Silva, 2012
- Acutandra hugoi Bouyer, Drumont & Santos-Silva, 2012
- Acutandra jolyi Bouyer, Drumont & Santos-Silva, 2012
- Acutandra leduci Bouyer, Drumont & Santos-Silva, 2012
- Acutandra leonardi Bouyer, Drumont & Santos-Silva, 2012
- Acutandra lucasi Bouyer, Drumont & Santos-Silva, 2012
- Acutandra murrayi (Lameere, 1912)
- Acutandra noellae Bouyer, Drumont & Santos-Silva, 2012
- Acutandra oremansi Bouyer, Drumont & Santos-Silva, 2012
- Acutandra plenevauxae Bouyer, Drumont & Santos-Silva, 2012
- Acutandra punctatissima (Thomson, 1861)
- Acutandra quentini Bouyer, Drumont & Santos-Silva, 2012
- Acutandra ubitiara (Santos-Silva & Martins, 2000)
- Acutandra vingerhoedti Bouyer, Drumont & Santos-Silva, 2012